# Орао (рачунар)
Орао је кућни рачунар који је произвођен 1980—их година у Југославији (СР Хрватска) у фирми ПЕЛ Вараждин. Главни конструктор је био Мирослав Коцијан, конструктор претходног рачунара Галеб под ознаком ЈУ101 (YU101). Нови рачунар је требало да буде напреднији и са мање компоненти у исто вријеме. Циљ је био и нижа цијена, лакша производња и боље графичке способности. Развијан је под ознаком YU102.
Нови рачунар је базиран на провјереном микропроцесору 6502, а интегрална кола су увезена из иностранства. Проблеми дизајна су били квалитета тастатура, загријавање и мањак софтвера, пошто је Орао био некомпатибилан са свим осталим кућним рачунарима тог доба. Са идућим моделом названим Орао 64 је покушано да се ови проблеми превазиђу.
Орао је био стандардни рачунар у школама у СР Хрватској током 1980—их година.

## Архитектура
Микропроцесор 6502, уграђени Бејсик преводилац и монитор, РАМ меморија 16 килобајта, црно-бијели приказ графике и серијски порт. Резолуција екрана је била 256 пута 256 тачака са битмап графиком у 8 KB меморије. Текст је био резолуције 32 знака у 32 реда.

## Детаљни подаци
Детаљнији подаци о рачунару Orao су дати у табели испод.
|                       |                                                                                        |
| [ 1 ]                 |                                                                                        |
| Произвођач            |                                                                                        |
| Тип                   | кућни рачунар                                                                          |
| Меморија              | 16 и 32 модели (прошириво до 64 KB)                                                    |
| Поријекло             | Југославија                                                                            |
| Година                | 1985                                                                                   |
| Тастатура             | Тастатура са пуним помаком тастера (61 тастер), 4 функцијска тастера, 4 тастера смјера |
| Процесор              |                                                                                        |
| Фреквенција процесора |                                                                                        |
| RAM                   | 16 и 32 моделима (прошириво до 64 KB)                                                  |
| ROM                   | 16 (монитор + BASIC)                                                                   |
| Текст                 | 32 x 32                                                                                |
| Графика               | 256 x 256                                                                              |
| Боја                  | непознато                                                                              |
| Звук                  | непознато                                                                              |
| Димензије             | непознато                                                                              |
| Портови               |                                                                                        |
| Оперативни систем     |                                                                                        |